# اندیس سنگ تزئینی شمال غرب بابا حیدر
سنگ تزئینی شمال غرب بابا حیدر یک اندیس مصالح ساختمانی است که در حوالی شهر هفت سان استان چهارمحال و بختیاری قرار دارد و مادهٔ معدنی موجود در آن، سنگ تزئینی است.سنگ میزبان این اندیس سنگ آهک است و دیرینگی آن به دوران الیگومیوسن می‌رسد. 